# Santa Maria de Biosca
Santa Maria de Biosca és una església del municipi de Biosca (Solsonès) inclosa en l'Inventari del Patrimoni Arquitectònic de Catalunya. A la llinda de la porta hi ha gravada la data 1859, tot i que possiblement l'església és de començaments de segle.

## Descripció
Església de grans dimensions. La porta principal és quadrangular i presenta dues pilastres amb estries molt profundes en disposició vertical i doble cornisa. A sobre hi trobem un frontó semicircular. A sobre d'aquest, hi ha una rosassa. L'extrem superior de la façana utilitza formes còncaves i convexes. El campanar és de forma octogonal i presenta dos cossos separats per una motllura. A l'interior hi ha tres naus i les cobertures són de volta de canó amb quatre trams.